# Mogo (Ciad)
Mogo  è un comune del Ciad situato nel dipartimento di Loug Chari, provincia di Chari-Baguirmi